# Canal Segarra-Garrigas
El canal Segarra-Garrigas es una infraestructura hidráulica situada en la provincia de Lérida (España) destinada al regadío de más de 70.000 hectáreas de cultivo en las comarcas de Las Garrigas, Noguera, Plana de Urgel, Segarra, Segriá y Urgel. Las obras, iniciadas en el año 2002, tenían como objetivo dinamizar económicamente este sector de Cataluña, creando 4000 puestos de trabajo directos y aumentando en un 70% su PIB.
La infraestructura también garantizará el agua para el consumo residencial a 72.000 personas de varios municipios leridanos, que hasta entonces sufrían un suministro deficiente. La nueva red eléctrica requerida por el canal también podrá ser aprovechada para el desarrollo industrial de las comarcas implicadas.
El primer tramo fue inaugurado en julio de 2009, aunque la totalidad del canal, que consta de cinco partes, no será terminado hasta 2013.

## Datos técnicos
El canal tendrá una longitud total de 85 kilómetros, y permitirá el desvío de 342 hm³ de agua desde los embalses de Albagés y de Rialb a tierras más bajas. Además se realizarán otras obras como 43 bases de regulación o 17 estaciones de bombeo. En total el coste de la construcción del canal se estima en 1.600 millones de euros.
Un total 47 110 ha se convertirán al regadío, y 23 040 ha que ya lo son podrán abastecerse del agua del canal, lo que supone 17.000 agricultores beneficiados. De manera previa a la ejecución de las obras, y para mejorar la eficiencia del abastecimiento, fue necesaria la realización de un proceso de concentración parcelaria iniciado en aquellos casos en donde los agricultores (por mayoría o por posesión de al menos 3/4 de las tierras) lo solicitaron.

## Problemas medioambientales
Uno de los principales problemas que podría generar la construcción del canal es la alteración que sufrirán los terrenos declarados como Zona de Especial Protección para las Aves (ZEPA). En torno a la mitad de las hectáreas serán irrigadas están bajo esta denominación, lo que ha provocado protestas por parte de movimientos ecologistas que se oponen al proyecto acudiendo incluso a la Comisión Europea, que ha obligado a la Generalidad de Cataluña a aumentar el nivel de protección. Sin embargo, desde la Generalidad se asegura que el canal será respetuoso con el entorno.